# 浮かれ坊主
浮かれ坊主(うかれぼうず)は、文化8年(1811年)3月、江戸市村座で三代目坂東三津五郎が初演した七変化舞踊「七枚続花の姿絵」の中のひとつ、常磐津「願人坊主」を原曲として、六代目尾上菊五郎が清元に改作し、昭和4年(1929年)6月東京歌舞伎座で上演した歌舞伎舞踊である。

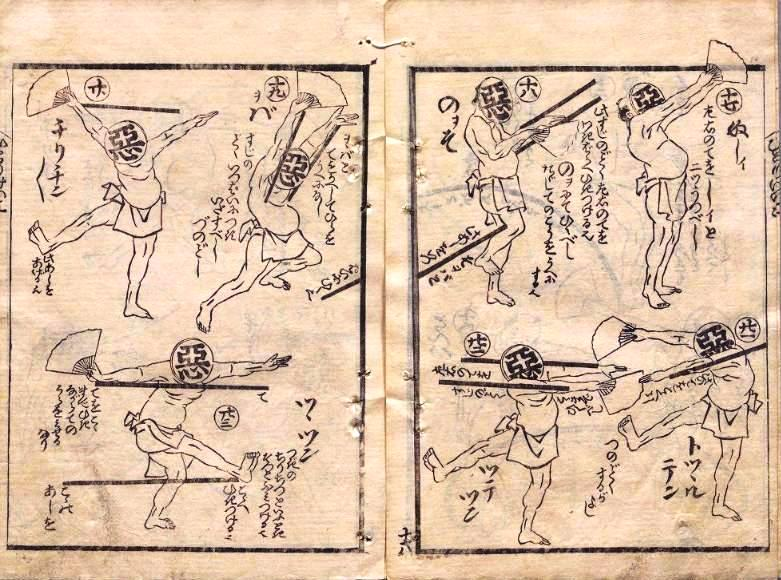
悪玉おどり。葛飾北斎『踊獨稽古』 (雙鶴堂鶴屋金助, 文化12 (1815))

「七枚続花の姿絵」の三津五郎の願人坊主同様、江戸時代に坊主のなりをしてちょっとした芸を見せて物乞いをしていた願人坊主を模し、派手な色もののふんどしに黒の法衣という滑稽な半裸姿でまぜこぜ踊りを演じ、人気を博した。銭錫杖（金属の錫杖の代わりに竹の先に小銭をつけて音が出るようにしたもの）と水桶を持ち、門口に立って物乞いをしたり、女性関係で失敗して落ちぶれた自分の身の上話を面白おかしく見せた後、江戸時代に流行していた悪玉踊り(悪の字が書かれた面を付けた軽快な踊りで、心学の善玉悪玉の考えに基づく）を踊る。
六代目尾上菊五郎が当り芸としたほか、六代目に感化され教えを請うた五代目中村富十郎も度々上演した。富十郎の「うかれ坊主」は『歌舞伎名作撰』の一篇として松竹／NHKエンタープライズよりビデオ・DVD化されている。

## 初演時の作者
- 初演: 文化8年(1811年)3月市村座
  - 作詞: 二世桜田治助
  - 作曲: 岸沢古式部
  - 振付: 藤間勘十郎(初世)[5]